# Kevin Schmidt (Handballspieler)
Kevin Schmidt (* 20. April 1988 in Gießen) ist ein ehemaliger deutscher Handballspieler. Der Rechtshänder spielte in der deutschen Nationalmannschaft auf Linksaußen.
Seine Karriere begann Schmidt beim TV Mainzlar. 2002 wechselte er im Jugendbereich zur HSG Pohlheim. 2006 wurde er von der HSG Wetzlar verpflichtet und zunächst vor allem im Juniorteam eingesetzt. Er kam jedoch schon in der Saison 2006/07 zu ersten Bundesligaeinsätzen. In der darauffolgenden Saison kam er in 19 Spielen zu 16 Treffern. Seit 2008 entwickelte er sich zum Stammspieler in der Bundesliga-Mannschaft. In der Saison 2012/13 wurde er bester Torschütze in der Mannschaft der HSG Wetzlar, die den 7. Rang in der Bundesliga erreichte. 2014 verließ er die HSG nach acht Jahren und wechselte zum HSV Hamburg, wo er einen Einjahresvertrag unterschrieb.
Nach der Insolvenz des HSV Hamburg wechselte Schmidt im Januar 2016 zum VfL Gummersbach. Aufgrund einer schweren Knorpelverletzung musste er 2017 seine Karriere beenden. Seit dem 1. November 2018 ist er beim HC Erlangen als Sportlicher Leiter tätig. Nachdem der HC Erlangen am 28. Februar 2020 seinen Trainer entließ, übernahm er gemeinsam mit Michael Haaß das Traineramt. Am 30. Juni 2020 verließ er den HC Erlangen.
Ende 2012 wurde Schmidt durch Bundestrainer Martin Heuberger in den Kader für die Handball-WM 2013 berufen. Er debütierte für die Nationalmannschaft bereits kurz vor der WM beim 26:20-Sieg in einem Freundschaftsspiel gegen Schweden, bei dem er mit 3 Toren bester Werfer seiner Mannschaft wurde.
Für die deutsche Junioren-Nationalmannschaft bestritt Schmidt sieben Länderspiele. 2009 gewann er mit der Junioren-Auswahl die Weltmeisterschaft.

## Bundesligabilanz
| Saison    | Verein      | Spielklasse | Spiele | Tore | 7-Meter | Feldtore |
| --------- | ----------- | ----------- | ------ | ---- | ------- | -------- |
| 2006/07   | HSG Wetzlar | Bundesliga  | 2      | 1    | 1       | 0        |
| 2007/08   | HSG Wetzlar | Bundesliga  | 19     | 16   | 0       | 16       |
| 2008/09   | HSG Wetzlar | Bundesliga  | 34     | 88   | 19      | 69       |
| 2009/10   | HSG Wetzlar | Bundesliga  | 25     | 53   | 18      | 35       |
| 2010/11   | HSG Wetzlar | Bundesliga  | 19     | 37   | 13      | 24       |
| 2011/12   | HSG Wetzlar | Bundesliga  | 32     | 72   | 20      | 52       |
| 2012/13   | HSG Wetzlar | Bundesliga  | 34     | 158  | 61      | 97       |
| 2013/14   | HSG Wetzlar | Bundesliga  | 19     | 75   | 32      | 43       |
| 2007–2014 | gesamt      | Bundesliga  | 184    | 500  | 164     | 336      |